# بهارتی ایرتل

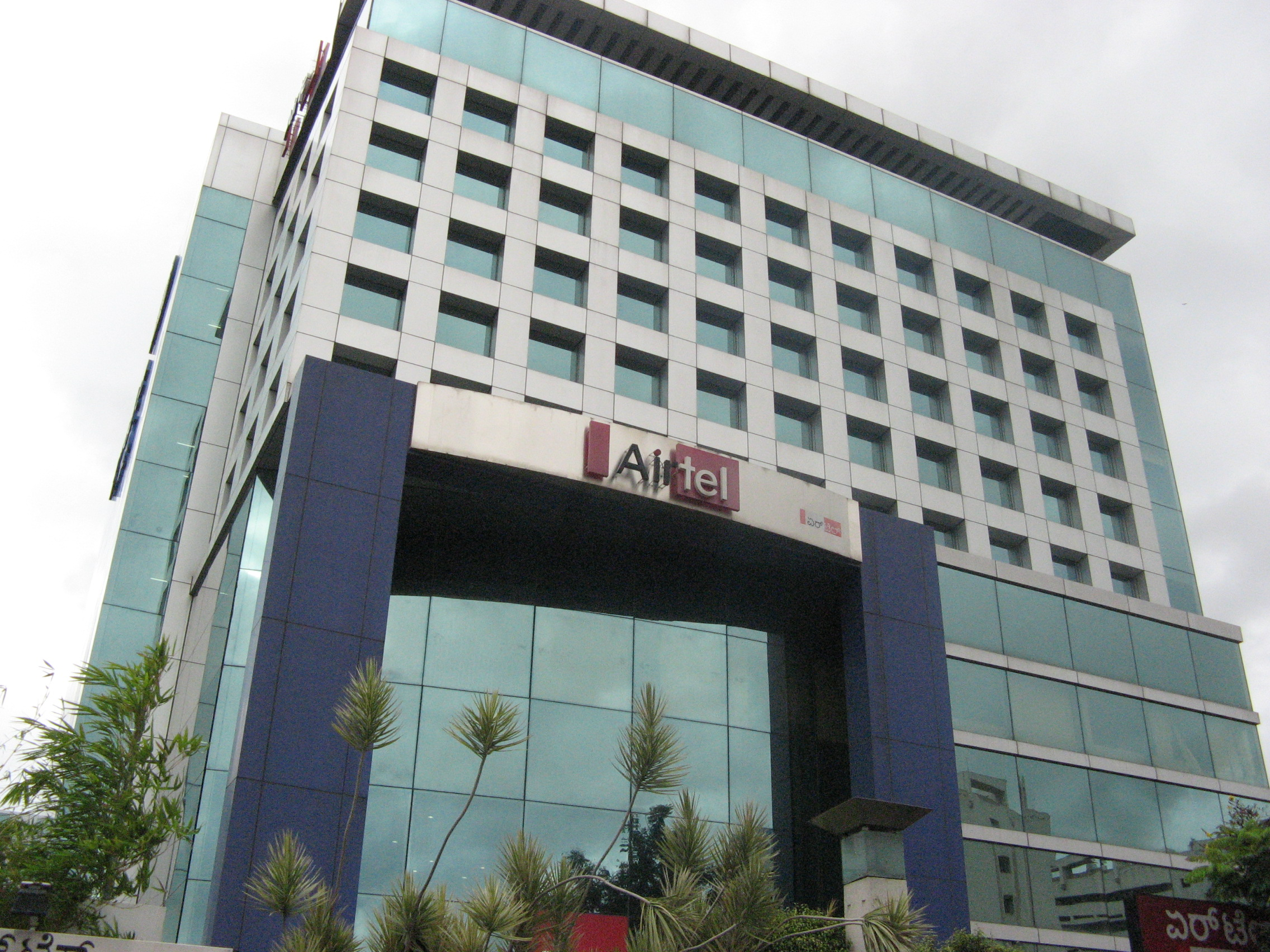
ساختمان مرکزی بهارتی ایرتل، در دهلی نو

بهارتی ایرتل (به انگلیسی: Bharti Airtel) شرکت مخابرات هندی است، که ساختمان مرکزی آن در شهر دهلی نو، قرار دارد. این شرکت در ۲۰ کشور از آسیای جنوبی تا آفریقا و جزایر مانش فعالیت می‌کند.
شرکت ایرتل در تمامی کشورهایی که فعالیت می‌کند دارای شبکه جی‌اس‌ام تلفن همراه است و با توجه به منطقه عملیاتی، خدمات نسل دوم شبکه تلفن همراه، نسل سوم شبکه تلفن همراه و نسل چهارم شبکه تلفن همراه را ارائه می‌دهد.
بهارتی ایرتل در ماه اوت سال ۲۰۱۲ با بیش از ۲۶۱ میلیون مشترک تلفن همراه، پس از چاینا موبایل و چاینا یونی‌کام در رتبه سوم از بزرگترین اپراتورهای تلفن همراه جهان قرار گرفت. این شرکت همچنین در ماه نوامبر سال ۲۰۱۲ با ۱۸۳ میلیون مشترک تلفن همراه در هند، به عنوان بزرگترین شرکت مخابراتی هند شناخته شد.
شرکت ایرتل در زمینه ارائه خطوط تلفن ثابت، خدمات اینترنتی و اشتراک تلویزیون نیز فعالیت می‌کند. این شرکت خدمات مخابراتی خود را تحت نام تجاری ایرتل ارائه می‌دهد.
بنیانگذار بهارتی ایرتل؛ سانیل میتال می‌باشد. این شرکت تنها شرکت مخابراتی هند است که مجوز طلایی سیسکو سیستمز را دریافت کرده است. شرکت ایرتل همچنین به‌عنوان یکی از شرکت‌های ارائه‌کننده خدمات ارتباطات بین‌المللی نیز فعالیت می‌کند.